# 前青塘村
前青塘村，是中华人民共和国山西省吕梁市临县安业乡下辖的一个村。
2014年11月25日，前青塘村公布为第三批中国传统村落。
2019年1月21日，前青塘村公布为第七批中国历史文化名村。